# Radivoje Manić
Radivoje Manić, född 16 januari 1972, är en serbisk tidigare fotbollsspelare.
Radivoje Manić spelade en landskamp för det serbiska landslaget.